# Edward Danielak
Edward Danielak (ur. 1913) – polski lekkoatleta, specjalizujący się w biegach sprinterskich.

## Osiągnięcia
- Mistrzostwa Polski seniorów w lekkoatletyce (3 medale))[1]
  - Poznań 1939
    - brązowy medal w biegu na 400 m
    - brązowy medal w sztafecie 4 × 100 m

  - Łódź 1945
    - brązowy medal w biegu na 400 m

- Halowe mistrzostwa Polski seniorów w lekkoatletyce (1 medal)[2]
  - Przemyśl 1934
    - brązowy medal w sztafecie 3 × 800 m

## Rekordy życiowe
- bieg na 200 metrów
  - stadion – 24,9 (Katowice 1945)
- bieg na 400 metrów
  - stadion – 53,9 (1946)